# Teatro de Vila Real

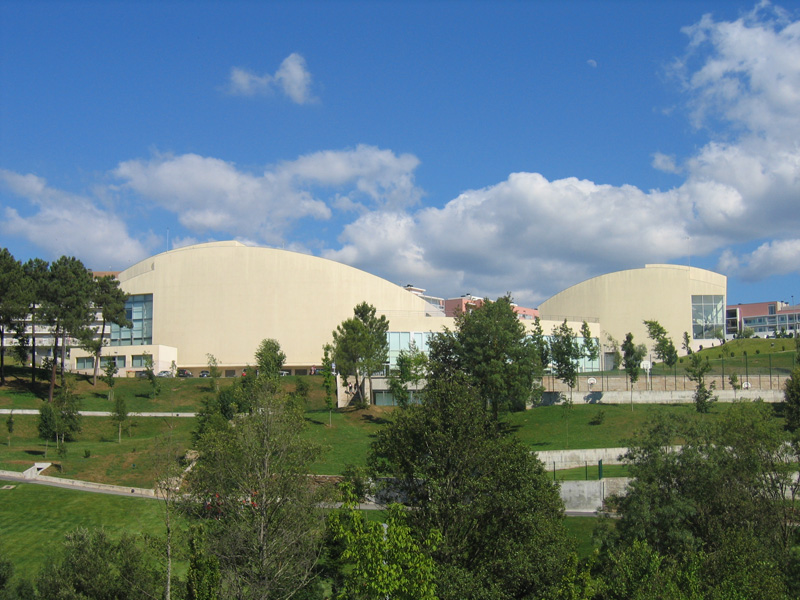

O Teatro de Vila Real é um teatro municipal localizado na Alameda de Grasse, em Vila Real, Trás-os-Montes, Portugal. O edifício foi inaugurado em 2004 pelo então Primeiro-ministro português Dr. Durão Barroso. Foi projectado pelo arquitecto português Filipe Oliveira Dias no ano de 2000. Faz parte da rede nacional de teatros portuguesa.

## Características arquitectónicas
O edifício do teatro foi pensado de forma orgânica como remate da frente do parque de lazer urbano da cidade. O teatro possui características a salientar, tais como:
1. Forma orgânica. As formas do edifício são todas curvas e inclinadas, constituindo uma massa orgânica, como expressão da sua contemporaneidade e inserção territorial.
2. Praça e acesso na cobertura. O edifício, ligando a cota alta (Alameda de Grasse) à cota baixa (Parque do Corgo), cria na cobertura uma nova praça visitável, com vista sobre a cidade, o parque e o rio. Por esta praça se processa o acesso ao complexo.
3. Salas contrapostas. O Teatro de Vila Real conta com dois auditórios interiores, com capacidades de 570 e 150 lugares, respectivamente. Espacialmente situam-se de forma contraposta, ficando no meio o grande Foyer e o Museu do Som e da Imagem (300 m²). No piso inferior situam-se o Café-Concerto, a Galeria-Bar, a Sala de Exposições e, só com acesso exterior, a Oficina das Artes.
4. Dupla boca de cena. O palco do Grande Auditório é inovador em Portugal pois possui dupla boca de cena. A segunda boca de cena, virada para o exterior, tem adjacente um auditório ao ar livre com capacidade para mais de 700 lugares.
5. Convite social. A escadaria que leva a meio do Foyer, entrando por cima, tem uma presença muito forte e constitui, por si só, um convite para ir ao teatro. Em vez da habitual entrada fugaz, promovendo-se contactos sociais antes do espectáculo, visitando exposições e criando o desejo de se chegar mais cedo.
6. Acústica. A optimização das condições acústicas, nomeadamente o controlo da reverberação e da inteligibilidade, é conseguida através de imensas salas laterais, de geometria e volume variáveis.
7. Design. As cadeiras que equipam a sala tem um design contemporâneo, inspiram-se numa harpa e são desenhadas pelo autor do projecto.